# 23 d'abril
El 23 d'abril és el cent tretzè dia de l'any del calendari gregorià i el cent catorzè en els anys de traspàs. Queden 252 dies per finalitzar l'any.

## Esdeveniments
Països Catalans
- 1810 - Margalef (Torregrossa) (Pla d'Urgell): les tropes catalanes van perdre la batalla de Margalef quan intentaven trencar el setge de Lleida durant la guerra del Francès.[1]
- 1853 - Fundació de l'Orfeó Barcelonès.[2]
- 1881 - Barcelona: S'hi inaugura el Teatre Líric-Sala Beethoven, a l'Eixample barceloní, propietat d'Evarist Arnús.[3]
- 1905 - Barcelona: Es fa l'acte de col·locació de la primera pedra del Palau de la Música, que ha de ser la seu de l'Orfeó Català.[4]
- 1925 - Francesc Macià emet l'Emprèstit Pau Claris per a finançar la invasió des de Prats de Molló.
- 1945 - Barcelona: Apareix penjada una gran senyera clandestina a les torres de la Sagrada Família.[5][6]
- 1962 - Barcelona: es publica el primer volum d'Edicions 62: Nosaltres, els valencians de Joan Fuster.[7]
- 1976 - Barcelona: s'hi publica el primer número del diari Avui.[8]
- 1993 - Barcelona: s'hi publica el primer número de la revista Enderrock.[9]
- 2014 - Inici de les emissions regulars del canal El Punt Avui TV.

Resta del món
- 1016 - Londres, Anglaterra: Edmund II Ironside esdevé rei dels anglesos.[10]
- 1229 - Alfons IX de Lleó pren la ciutadella de Càceres després d'anys de setges.[11]
- 1521 - Els comuners són derrotats a Villalar de los Comuneros per les tropes de Carles I durant la Guerra de les Comunitats de Castella.
- 1848 - Segona República francesa, eleccions generals a França per l'Assemblea Nacional Constituent, amb una majoria dels conservadors.[12]
- 1909 - L'Hareket Ordusu arriba a Istanbul per a reprimir l'aixecament del 1r cos de l'exèrcit turc aconseguint-ho l'endemà.
- 1910 - Brussel·lesː S'inaugurà l'Exposició Universal, amb obres d'art, científiques, productes agrícoles i industrials.[13]
- 1920 - Ankara, Turquia: Es reuneix per primer cop la Gran Assemblea Nacional de Turquia.
- 1944 - Camp de concentració de Mauthausen-Gusen, Àustria: Josep Ester Borràs, àlies Minga, manyà i dirigent anarquista de la CNT del Berguedà és internat en el camp de concentració de Mauthausen.
- 2001 - Madrid: Joan Carles de Borbó declara: «Nunca fue la nuestra lengua de imposición, sino de encuentro. A nadie se le obligó nunca a hablar en castellano. Fueron los pueblos más diversos quienes hicieron suyo, por voluntad libérrima, el idioma de Cervantes.»
- 2005 es penja el primer vídeo a Youtube.[14]
- 2009 S'allibera la versió 9.04 d'Ubuntu, una de les distribucions més populars del sistema operatiu GNU/Linux, també en català. El seu nom de codi és Jaunty Jackalope.

## Naixements
Països Catalans
- 1896 - Cubelles (el Garraf): Charlie Rivel, pallasso (m. 1983).[15]
- 1897 - València: Pepita Roca Salvador, guitarrista valenciana (m. 1956).[16]
- 1907 - Sabadell: Pau Alguersuari i Pascual, industrial, teòric tèxtil i inventor català.
- 1924 - Barcelona: Jordi Carbonell i de Ballester, polític i filòleg català (m. 2016).[17]
- 1943 - Barcelona: Carmen Cervera, baronessa Thyssen-Bornemisza, filantropa catalana que havia estat model i actriu.
- 1957 - Barcelona: Jordi Martínez de Foix i Llorenç, militant independentista i socialista català, mort en manipular un explosiu (m. 1978).
- 1977 - Palma: Llucia Ramis i Laloux, periodista i escriptora.[18]
- 1988 - Sant Cugat del Vallès, Vallès Occidental: Marta Palau, esquiadora catalana.[19]

Resta del món
- 1522 - Florència: Caterina de Ricci, religiosa dominica i autora mística italiana, venerada com a santa per l'Església catòlica (m. 1590).[20]
- 1723 - Worcester: Hannah Snell, dona anglesa que, fent-se passar per home, va ser militar, amb el nom de James Gray (m. 1792).[21]
- 1791 - Cove Gap, Pennsilvània, EUA: James Buchanan, diplomàtic i 15è president dels EUA (m. 1868)[22]
- 1794 - Shaoyang, Hunan (Xina): Wei Yuan, historiador, geògraf, filòsof i escriptor xinès (m. 1857).[23]
- 1804 - Estocolm: Marie Taglioni, primera ballarina de dansa clàssica (m. 1884).[24]
- 1828 - Dresden, Regne de Saxònia: Albert I de Saxònia, rei de Saxònia des de l'any 1873 i fins a 1902, any de la seva mort.
- 1858 - 
  - Kiel, Alemanya: Max Planck, físic, autor de la teoria quàntica. (m. 1947).[25]
  - Mangalore, Índia: Ramabai Medhavi, reformadora social índia (m. 1922).[26]
- 1864 - Cento: Maria Majocchi, coneguda també com a Jolanda, escriptora i periodista italiana (m. 1917).[27]
- 1867 - Silkeborg (Dinamarca): Johannes Andreas Grib Fibiger, metge danès, Premi Nobel de Medicina o Fisiologia de 1926 (m. 1928)[28]
- 1876 - Hèlsinki: Aino Ackté, soprano finlandesa (m. 1944).[29]
- 1877 - San Francisco (EUA): Liao Zhongkai (xinès simplificat: 廖仲恺)) polític i financer xinès. Va ser un dels fundadors del la Tongmenghui i líder destacat del Guomintang (m. 1925).[30]
- 1891 - Sontsovka, prop de Donetsk, regió de Bakhmutsk, districte d'Ekaterinoslav (Ucraïna): Serguei Prokófiev, compositor i pianista rus (m. 1953).[31]
- 1897 - Toronto (Canadà): Lester Bowles Pearson, diplomàtic i polític canadenc, Premi Nobel de la Pau de l'any 1957 (m. 1972).[32]
- 1899 - Klippan, Suècia: Bertil Ohlin, economista guardonat amb el Premi Nobel d'Economia el 1977 (m. 1979).[33]
- 1902 - Reykjavík, (Islàndia): Halldór Kiljan Laxness, escriptor islandès, Premi Nobel de Literatura de 1955 (m. 1998).
- 1918 - Paris, França: Maurice Druon, polític i escriptor francès, Premi Goncourt 1948. (m. 2009).[34]
- 1924 - Pula, Croàcia (abans Itàlia): Rossana Rossanda, periodista i política italiana.[35]
- 1926 - Brooklyn, Nova York, Estats Units: James Patrick Donleavy, escriptor estatunidenc nacionalitzat irlandès (m. 2017).[36]
- 1928 - Santa Monica, Califòrnia, Estats Units: Shirley Temple, actriu i diplomàtica estatunidenca.[37]
- 1936 - Vernon, Texas, Estats Units: Roy Orbison, cantant i compositor, pioner del rock and roll (m. 1988).
- 1947 - Cookstown: Bernadette Devlin, política i activista pels drets civils irlandesa, ha estat membre del Parlament del Regne Unit.[38]
- 1948 - Verneuil-sur-Avre, França: Pascal Quignard, escriptor francès, Premi Goncourt de l'any 2002.[39]
- 1954 - Flint, Michigan, Estats Units: Michael Moore, director de cinema i escriptor estatunidenc.
- 1955 - Perth, Austràlia Occidental: Judy Davis, actriu australiana de cine, teatre i televisió.
- 1956, Washington D. C.ː Caroline Thompson, novel·lista, guionista, directora i productora americana.[40]
- 1962 - Ayrshire, Escòcia: Elaine Smith, actriu escocesa.
- 1964 - Qiryat Bialiq, Israel: Aviv Kochavi, militar israelià. Cap de l'Estat Major de les Forces de Defensa d'Israel desde 2019.[41]
- 1976 - Madridː Pasión Vega, cantant espanyola.[42]

## Necrològiques
Països Catalans
- 1735 - València: María Egual Miguel, poeta i dramaturga valenciana (n. 1655).[43]
- 1872 - Barcelona: Francesc Xavier Llorens i Barba fou un filòsof català (n. 1820).[44]
- 1932 - Barcelona: Montserrat Planella i Poletti, pintora catalana (n. 1878).[45]
- 1970 - Barcelona: Ignàsia Salvans i Casas, metgessa especialitzada en ginecologia i farmacèutica (n. 1904).[46]
- 1981 - Llofriu, Baix Empordà: Josep Pla, escriptor català (n. 1897).[47]
- 1999 - Figueres, Alt Empordà: Maria Àngels Anglada i d'Abadal, poeta, novel·lista.[48]
- 2014 - Tortosa: Gerard Vergés i Príncep, farmacèutic, professor universitari, poeta i assagista català (n. 1931).[49]
- 2014 - Barcelona: Antoni Maria Oriol Tataret, professor de teologia, especialista en Doctrina Social de l'Església i activista de la Federació de Cristians de Catalunya.
- 2015 - Girona, el Gironès: Ricard Masó i Llunes, geògraf, aparellador, polític i activista cultural (n. 1936).
- 2016 - Barcelona: Esteve Polls i Condom, actor i director teatral.[50]
- 2020 - Premià de Mar: Alícia Guri i Canivell, jugadora de tennis i tennis de taula catalana.[51]

Resta del món
- 303 - Nicomèdia, Capadòcia: Sant Jordi, en ser martiritzat (data tradicional).
- 1016 - Londres (Anglaterra): Etelred l'Indecís o Etelred II, rei dels anglesos del 978 a 1014 (n. ca. 968).
- 1200 - Fujian (Xina): Zhu Xi, erudit xinès del temps de la dinastia Song que va arribar a ser un dels més importants neoconfucianistes. (n. 1130).[52]
- 1554 - Venècia: Gaspara Stampa, poeta italiana del Cinquecento venecià. (n. 1523).[53]
- 1616 -
  - Còrdova, Espanya: Inca Garcilaso de la Vega, escriptor i historiador peruà.
  - Stratford-upon-Avon, Regne d'Anglaterra: William Shakespeare, escriptor i dramaturg anglès (segons el calendari julià vigent en aquella època: correspon al 3 de maig del calendari gregorià) (n. 1564).[54]
- 1780 - Dresden: Maria Antònia de Baviera, compositora i mecenes alemanya (n. 1724).[55]
- 1850 -Cockermouth, Cúmbria, Anglaterra: William Wordsworth, poeta romàntic anglès (n. 1770).[56]
- 1935 - Berlín: Wanda von Debschitz-Kunowski, fotògrafa independent alemanya.[57]
- 1941 - Alingsås, Suècia: Karin Boye, poetessa i novel·lista sueca (n. 1900).
- 1951 - Evanston, Illinois (EUA): Charles Gates Dawes, advocat i polític estatunidenc, Premi Nobel de la Pau de 1925 (n. 1865).
- 1952 - Nova York: Elisabeth Schumann, soprano lírica alemanya molt apreciada per la puresa de la seva veu cristal·lina (n. 1888).
- 1956 - Roma, Itàlia: Giuseppe Capograssi, jurista i filòsof del dret (n. 1889).[58]
- 1966 - El Caire, Egipte: Neima Akef, actriu de l'època daurada del cinema i ballarina de dansa del ventre (n. 1932).
- 1967 - Madrid (Espanya): Edgar Neville, escriptor, dramaturg i director de cinema madrileny (n. 1899).
- 1969 - Xangai (Xina): Zheng Junli, actor, guionista i director de cinema xinès (n. 1911).[59]
- 1985 - Woodland Hills (Los Angeles): Kent Smith, actor estatunidenc.
- 1986 - Nova York (EUA), Harold Arlen, compositor de cinema estatunidenc (n. 1905).[31]
- 1990 - Ronco sopra Ascona, Suïssa: Paulette Goddard, actriu estatunidenca (n. 1910).[60]
- 1996 - Londres: Pamela Lyndon Travers, escriptora australiana, autora de Mary Poppins.[61]
- 1997 - Brisbane: Dorothy Hill, geòloga i paleontòloga australiana, primera presidenta de l'Acadèmia Australiana de Ciències (n. 1907).[62]
- 1999 - Los Angeles: Melba Liston, trombonista, arranjadora i compositora de jazz estatunidenca (n. 1926).[63]
- 2007 - Rússia: Borís Ieltsin, president de Rússia.

## Festes i commemoracions
- Dia festiu de Sant Jordi: patró de la Cavalleria i de diversos països i poblacions: Catalunya, Aragó, Portugal, Anglaterra, Lituània, Rússia, Geòrgia, Geòrgia (EUA); Alcoi, Banyeres de Mariola, Gènova, Reggio de Calàbria, Càceres, i Moscou.
  - Celebració de la Diada de Sant Jordi a Catalunya.
  - Festa Nacional d'Anglaterra.
  - Diada Nacional de l'Aragó.
- Dia de Castella i Lleó.
- Segons la UNESCO és la Diada del llibre.
- Onomàstica: sants Jordi; Fèlix, Fortunat i Aquil·leu de Valença, màrtirs llegendaris; Gerard de Toul, bisbe; Adalbert de Praga, bisbe; beats Gil d'Assís, franciscà, i Gil de Saumur, bisbe, franciscà; beata Elena d'Udine, agustina; beata Teresa Maria de la Creu, carmelitana.